# Вайялово
Ва́йялово (фин. Vaijala) — деревня в Гатчинском муниципальном округе Ленинградской области.

## История
Деревня являлась вотчиной императрицы Марии Фёдоровны из которой в 1806—1807 годах были выставлены ратники Императорского батальона милиции.
На «Топографической карте окрестностей Санкт-Петербурга» Военно-топографического депо Главного штаба 1817 года она обозначена как деревня Большая Вайлова из 5 дворов.
Как деревня Войлова из 5 дворов упоминается на «Топографической карте окрестностей Санкт-Петербурга» Ф. Ф. Шуберта 1831 года.

ВОЙЯЛОВА — деревня принадлежит ведомству Гатчинского городового правления, число жителей по ревизии: 15 м. п., 15 ж. п. (1838 год)

Согласно карте Ф. Ф. Шуберта 1844 года деревня называлась Войлова и насчитывала 22 крестьянских двора.
В пояснительном тексте к этнографической карте Санкт-Петербургской губернии П. И. Кёппена 1849 года она записана как деревня Wayalla (Wajala, Войялова) и указано количество её жителей на 1848 год: савакотов — 34 м. п., 37 ж. п., всего 71 человек.
Согласно «Топографической карте частей Санкт-Петербургской и Выборгской губерний» в 1860 году деревня состояла из двух частей: одна называлась Вайялова, в ней было 6 крестьянских дворов, другая называлась Вяйлова, в ней было 3 двора.

ВАЙАЛОВО (ВАИЛОВО) — деревня удельная при речке Ижоре, число дворов — 8, число жителей: 21 м. п., 21 ж. п. (1862 год)

В 1879 году деревня называлась Вайлова и насчитывала 6 дворов.

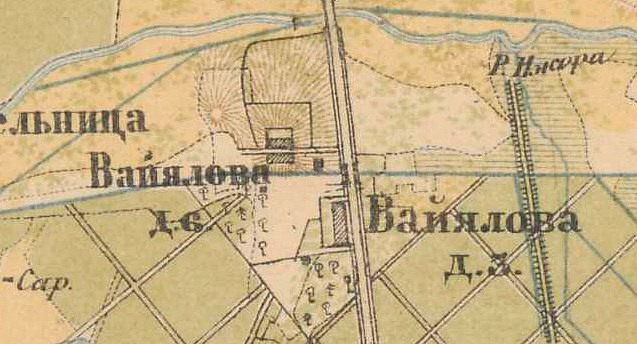
План деревни Вайялово. 1885 год

В 1885 году общая деревня Вайялова насчитывала 9 дворов.
В конце XIX — начале XX века деревня административно относилась к Гатчинской волости 2-го стана Царскосельского уезда Санкт-Петербургской губернии.
К 1913 году количество дворов увеличилось до 31.
С 1917 по 1923 год деревня Вайялово входила в состав Вайяловского сельсовета Гатчинской волости Детскосельского уезда.
С 1924 года в составе Соколовского сельсовета.
Согласно данным переписи населения СССР 1926 года в деревне Вайялово Соколовского сельсовета Троцкой волости Троцкого уезда проживали 173 человека — русские, финны и эстонцы.
С 1928 года в составе Пудостьского сельсовета. В 1928 году население деревни Вайяловотакже составляло 173 человека.

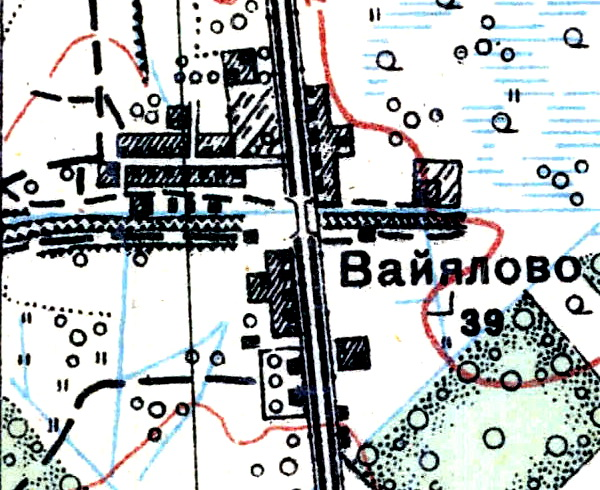
План деревни Вайялово. 1931 год

Согласно топографической карте 1931 года деревня насчитывала 39 дворов.
По данным 1933 года деревня называлась Вайлово и входила в состав Пудостьского финского национального сельсовета Красногвардейского района.
Деревня была освобождена от немецко-фашистских оккупантов 22 января 1944 года.
В 1958 году население деревни Вайялово составляло 135 человек.
По данным 1966 года деревня Вайялово входила в состав Пудостьского сельсовета.
По данным 1973 года деревня Вайялово входила в состав Большетайцкого сельсовета.
По данным 1990 года деревня Вайялово входила в состав Веревского сельсовета.
В 1997 году в деревне проживали 82 человека, в 2002 году — 482 человека (русские — 85%).
По состоянию на 1 января 2006 года в деревне насчитывалось 97 домохозяйств и 29 дач, общая численность населения составляла 500 человек.
В 2007 году — 445 человек.

## География
Деревня расположена в северной части района на автодороге 41К-010 (Красное Село — Гатчина — Павловск).
Расстояние до административного центра поселения, деревни Малое Верево — 8 км.
Расстояние до ближайшей железнодорожной станции Пудость — 3 км.
Деревня находится на правом берегу реки Ижора.

## Демография
| 1862 | 2006 | 2007 | 2010 | 2017 |
| ---- | ---- | ---- | ---- | ---- |
| 42   | ↗500 | ↘445 | ↘415 | ↗421 |

### Национальный состав
Согласно данным Всероссийской переписи населения 2021 года в деревне проживали 450 человек, из них:
 русские — 416 (из них казаки — 3), татары — 7, армяне — 6, марийцы — 5, казахи — 2, таджики — 2, осетины — 1, узбеки — 1, украинцы — 1, другие национальности — 4 человека, остальные национальность не указали.

## Транспорт
От Гатчины до Вайялово можно доехать на автобусе № 517 и на маршрутном такси № 631.
От Санкт-Петербурга до Вайялово можно доехать на маршрутном такси № 631.

## Улицы
Городок Ижора, Дружбы, Ижорская, Крайняя, Красносельское шоссе, Лесная.